# Viktor Hermann Günther
Viktor Hermann Günther (meist: Hermann Günther, * 16. Februar 1879 in Löbau; † 22. Dezember 1965 in Oslo) war ein deutscher evangelischer Geistlicher.

## Leben
Hermann Günther besuchte die Fürstenschule in Meißen und studierte Evangelische Theologie an den Universitäten Lausanne, Leipzig und Marburg. 1921 wurde er zum Dr. phil. promoviert.
Von 1909 an war er Auslandspfarrer bei der deutschen Evangelischen Gemeinde in Oslo (damals Kristiania). Später wurde er Leitender Geistlicher Rat der Deutschen Evangelischen Kirche für ganz Norwegen. Von 1914 bis 1945 war er Lektor für Deutsche Literatur und Kultur an der Universität Oslo.

## Ehrungen
- 1934: Ehrendoktor der Theologie
- 1953: Großes Verdienstkreuz der Bundesrepublik Deutschland

## Schriften
- Die ersten zehn Jahre der deutschen evangelischen Gemeinde zu Kristiania. Gemeindebote zu Kristiania, Kristiania 1919.
- Hans Nielsen Hauge, Norwegens Erwecker. Christophorus-Verlag, Neumünster, 1928.
- Schicksale und Aufgaben einer Auslandsgemeinde. Die deutsche Gemeinde zu Oslo, Norwegen. Erinnerungen und Beobachtungen zu ihrem 50jährigen Bestehen. Essener Druckerei Gemeinwohl, Essen 1959.
- Neue Heimat in Norwegen. Erdmann, Herrenalb 1961.